# Лишневка
Лишне́вка (укр. Лишні́вка) — село в Прилесненской сельской общине Камень-Каширского района Волынской области Украины.
До 2020 года входило в Маневичский район.
Код КОАТУУ — 0723684501. Население по переписи 2001 года составляет 567 человек. Почтовый индекс — 44610. Телефонный код — 3376. Занимает площадь 2,45 км².